# Alekseev (sanger)
Nikita Vladimirovich Alekseev (ukrainsk: Микита Володимирович Алєксєєв, Mykyta Volodymyrovych Alieksieyev, russisk: Никита Владимирович Алексеев, Nikita Vladimirovich Alekseyev, født den 18. maj 1993), kendt professionelt som blot Alekseev, er en ukrainsk sanger og sangskriver. Han begyndte først sin karriere i 2014, efter at have placeret sig som semifinalist i sæson fire af The Voice of Ukraine. Han udgav derefter singlen "Pyanoye solntse", som fortsatte med at blive et nummer et hit i hele SNG og kickstartede hans musikkarriere. Han repræsenterede Hviderusland i Eurovision Song Contest 2018 i Portugal med sin sang "Forever", men kvalivicerede sig ikke til finalen.